# Didymoglossum montanum
Didymoglossum montanum là một loài dương xỉ trong họ Hymenophyllaceae. Loài này được Hook. J.P. Roux mô tả khoa học đầu tiên năm 2009.